# 갈리카 제3군단

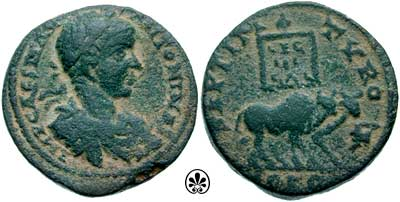
갈리카 제3군단의 군단기를 받치고 있는, 군단의 상징인 두 마리의 수소. 갈리카 군단의 결정적인 지원으로 황제가 된 엘라가발루스의 주화.

갈리카 제3군단 (Legio III Gallica, 갈리아 제3군단)은 은 제정 시기 로마군의 군단 중 하나이다. ‘갈리카’라는 코그노멘은 군단의 가장 이른 시기의 모집병들이 가이우스 율리우스 카이사르의 갈리아 군단에 있는 베테랑 병사들 출신이란 점을 나타내며, 이러한 가설은 카이사르와 관련된 문장인 수소 상징물에서 뒷받침된다. 군단은 대부분을 시리아 속주에 있는 라파니아에서 주둔했으며, 4세기 초에 이집트에서 여전히 활동하기도 했다.

## 공화정 시기
기원전 49년이나 48년에 율리우스 카이사르가 폼페이우스에 대한 전쟁에 도움이 되도록 창설하였다. 군단의 병사들은 오로지 갈리아 트란스피나와 갈리아 키살피나 출신들이었다. 카이사르가 죽은 뒤, 갈리카 제3군단은 마르쿠스 안토니우스 군대에 합류했다. 마르쿠스 안토니누스 소속으로 있는 동안, 문다, 필리피 전투 등에 참전했을 것이다. 이들은 풀비아, 루키우스 안토니우스가 옥타비아누스에게 맞서기 위해 징집된 병력들을 포함했지만, 기원전 41년 겨울에 페루시아에서 항복을 하며 끝이 났다.

## 제정 시기

### 헤롯휘하에서 그리고안토니우스의 파르티아 전쟁에서 복무
갈리카 제3군단은 기원전 36년에 안토니우스의 파르티아 전쟁에서 활동했다. 안토니우스 내전 기간 악티움 해전과 안토니우스의 자결 이후, 갈리카 제3군단은 동방으로 다시 보내져, 시리아 속주에 배치되었다.

### 코르불로 휘하에서 원정과 다뉴브로 파견
그나이우스 도미티우스 코르불로가 아르메니아의 지배권을 두고 파르티아인을 상대로 군사 원정에 임명된 후, 그는 자신의 병력의 핵심으로 구성하기 위해 페라타 제6군단과 함께 갈리카 제3군단을 철수시켰다. 이 군사 원정은 서기 58년-68년까지 지속되었다. 코르불로의 성공은 네로 황제의 분노를 유발했고 마침내 코르불로는 자결을 해야만 했다. 서기 68년에, 갈리카 제3군단은 다뉴브강 유역의 모이시아로 보내졌다.

### 네 황제의 해
69년의 네 명의 황제의 해 때, 갈리카 제3군단과, 다뉴브 방면의 병력 나머지은 처음에는 오토와 손을 잡았고, 그 뒤에는 베스파시아누스와 협력했다. 다른 세 개 군단과 같이, 군단은 이탈리아 북부에서 비텔리우스를 지지하는 병력들에게 진격하는 마르쿠스 안토니누스 프리무스가 지휘하는 게미나 제7군단에 합류했다.  제2차 베드리아쿰에서 결정적 충돌이 벌어졌고, 비텔리우스 병력들이 패배했다. 갈리카 제3군단은 시리아 주둔 동안에 떠오르는 태양에 경의를 표하는 관습을 받아들였고, 베드리아쿰에서 동이 트자 이들은 동쪽으로 방향을 돌려 경의를 표했다. 비텔리우스 병력은 이들이 동쪽에서 오는 지원군을 맞이한다고 생각하였고 기운을 잃었다. 베드리아쿰에서부터 군단은 프리무스와 같이 베스파시아누스의 가족들과 지지자들을 구조하기 위해 로마로 진격하였고, 무키아누스가 동방에서 도착했을 당시에 카푸아에서 주둔하고 있었다. 로마의 통제권을 확보하게 위한 행동 중에 하나로, 무키아누스는 프리무스에 충성하는 병력들을 철수시켜, 군단을 시리아로 돌려보냈다.

### 시리아에서

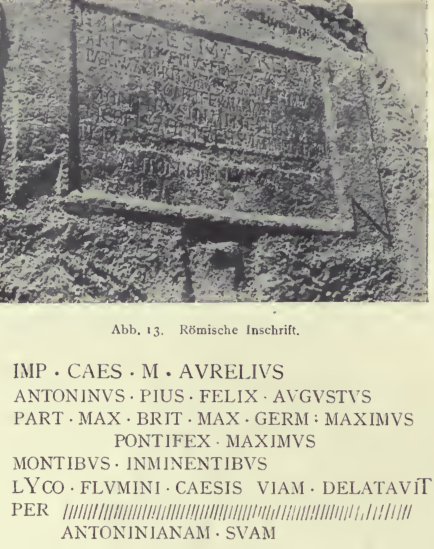
나흐르 알 칼브 비문 중에서 갈리카 제3군단 관련 비문

시리아로 돌아온 갈리카 군단은 71년에 로마군이 차지한 라파나이아에 주둔지를 세웠다. 시리아에 있는 동안에, 부대 소속의 벡실라티온들이 트라야누스와 도미티아누스의 다키아 전쟁에 참전했을 수도 있다. 또한 갈리카 군단 자체가 트라야누스의 파르티아 전쟁에 참전한 것처럼 보인다. 132년에는 유대인들의 반란을 진압하기 위해 소집되었다. 로마에서 발견된 한 비문은 하드리아누스 치세 말 쯤에 군단이 여전히 시리아에 배치되었음을 증명하고 있다. 이들은 가이우스 아비디우스 카시우스가 지휘한, 루키우스 베루스 당시의 파르티아 원정에 참여했다.
다섯 황제의 해 기간 갈리카 제3군단을 포함한 시리아 군단들은 페스켄니우스 니게르를 지지했었다. 그렇지만, 셉티미우스 세베루스가 내전의 승자로 떠올랐다. 셉티미우스 세베루스는 파르티아 제국을 상대로 군사 원정을 했을 것이며, 이 원정에 참전했던 시리아 군단들 중 하나가 갈리카 군단이었다. 카라칼라 황제 치세 동안, 군단은 나흐르 엘칼브 기념비에 비문을 남겼다.
갈리카 군단은 엘라가발루스 초기 제위 때 중대한 역할을 했다. 마크리누스 제위 기간인 218년에, 율리아 마이사는 푸블리우스 발레리우스 코마존의 지휘 하에 부대가 주둔해 있던 시리아의 라파나에 갔다. 마이사는 군단에 커다란 기부를 했고 이 답례로, 군단은 5월 16일 새벽에 율리아 마이사의 손자인 14살의 엘라가발루스를 황제로 공표했다. 218년 6월 8일에, 안티오키아 인근에서. 엘라가발르수스의 개인교사였던 가니스가 갈리카 제3군단과 동방의 다른 군단들의 도움으로 마크리누스와 그의 아들을 패퇴시켰다. 219년에, 엘라가발루스의 월권 행위에 질려있던 군단은 지휘관이자 원로원의원이던 베루스를 지지하였고, 베루스는 스스로를 황제로 선포했다. 엘라가발루스는 베루스를 처형시키고, 군단을 해체시켰다. 군단병들은 아프리카 속주들에 배치되어 있던 아우구스타 제3군단으로 보내졌다. 하지만, 다음 황제인 알렉산데르 세베루스는 갈리카 군단을 재건해냈고 시리아로 다시 배치시켰다. 발레리우스 코마존은 엘라가발루스의 황실 궁전에 입성하여, 220년에 친위대의 사령관 및 집정관에 되었다. 갈리카 군단의 기록들은 그 후로 눈에 띄지 않게 되었다. 알렉산데르의 사산 제국 원정에 참여하기도 했다.

## 확인된 인원
| 이름                                        | 계급                          | 기간               | 속주     | 출처                                                     |
| ------------------------------------------- | ----------------------------- | ------------------ | -------- | -------------------------------------------------------- |
| 루키우스 아르토리우스 카스투스              | 켄투리오                      | 150년과 250년 사이 | 시리아   | 《CIL》 III, 1919                                        |
| 티투스 아우렐리우스 풀부스                  | 레가투스 레기오니스           | 65-69년            | 모이시아 | 《CIL》 III, 6741 = ILS 232; 타키투스의 ‘동시대사’, I.79 |
| 가이우스 딜리우스 아포니아누스              | 레가투스 레기오니스           | 69-70년            | 모이시아 | 타키투스의 ‘동시대사‘, III.10,11                         |
| 루키우스 아우렐리우스 갈루스                | 레가투스 레기오니스           | 121-123년          | 시리아   | 《CIL》 VI, 1356 = ILS 1109                              |
| 가이우스 야볼레누스 칼비누스                | 레가투스 레기오니스           | 138년경            | 시리아   | 《CIL》 XIV, 2499                                        |
| 마르쿠스 세르빌리우스 파비아누스 막시무스   | 레가투스 레기오니스           | 150년경–153년경    | 시리아   | 《CIL》 VI, 1517                                         |
| 아비디우스 카시우스                         | 레가투스 레기오니스           | 162년경–166년경    | 시리아   |                                                          |
| 아리우스 바루스                             | 프리미필루스                  | 69년               | 모이시아 | 타키투스의 ‘동시대사’, III.16, IV.19                     |
| 마르쿠스 스타티우스 프리스쿠스              | 트리부누스 앙구스티클라비우스 | 130년대            | 시리아   | 《CIL》 VI, 1523 = ILS 1092                              |
| 섹스투스 아피우스 Sex. f. 세베루스          | 트리부누스 라티클라비우스     | 68년과 76년 사이   | 시리아   | 《CIL》 VI, 1348 = ILS 1003                              |
| 가이우스 플리니우스 카이킬리우스 세쿤두스   | 트리부누스 라티클라비우스     | 80년대             | 시리아   | 《CIL》 V, 5262                                          |
| 가이우스 브루티우스 프라이센스              | 트리부누스 라티클라비우스     | 136년경            | 시리아   | 《CIL》 X, 408 = ILS 1117                                |
| 마르쿠스 메시우스 루스티키아누스            | 트리부누스 라티클라비우스     | 135년경-140        | 시리아   |                                                          |
| 루키우스 풀라이에누스 가르길리우스 안티쿠스 | 트리부누스 라티클라비우스     | 145년경            | 시리아   | 《CIL》 III, 7394                                        |